# Yolština
Yolština je vymřelé anglické nářečí. Vyvíjelo se mezi Angličany, kteří v roce 1169 následovali normanské barony Richarda Strongbowa a Roberta Fitzstephena do východního Irska. Yolštinou se mluvilo především v jižní části hrabství Wexfordu přibližně až do první poloviny 19. století, kdy byl jazyk postupně nahrazen moderním anglickým dialektem Hiberno-English.
Yolský dialekt, který byl znám ve staré Anglii pod názvem „Yola“ (znamená starý), se vyvíjel odděleně od hlavního proudu angličtiny. Nehledě na mnoho převzatých irských slov se yolština v průběhu století změnila jen minimálně. Na začátku 19. století se již výrazně lišila od běžné angličtiny. V polovině 19. století se yolský dialekt využíval jen v odlehlých částech panství Forth. Dialekt podlehl stejným sociálním, politickým a ekonomickým vývojům, které potlačovaly také irštinu. Na konci 19. století již z tohoto jedinečného jazykového dědictví zbývalo velmi málo.
Jeho poslední mluvčí, Jack Devereux, zemřel v roce 1998.

## Rozšíření
Yolština se používala převážně ve Wexfordu v panství Forth a Bargy na jihovýchodě Irska.

## Klasifikace
Dialekt střední angličtiny blízce příbuzný s dialekty Jihozápadní Anglie (Devon a Somerset) a také s nářečím v Jižním Pembrokeshiru.
Městská sídla Wexford a Dublin byla založena Vikingy. Přestože neexistují žádné důkazy podporující tuto domněnku, můžeme připustit, že vzkvétající angličtina byla tehdy do jisté míry ovlivněna severskými dialekty.

## Výslovnost
Stejně jako v nizozemštině a v jihozápadních variantách angličtiny se většina neznělých souhlásek přeměnila na znělé. Samohlásky střední angličtiny se zachovaly, není patrný vliv samohláskového posunu.
Jedním z charakteristických znaků yolštiny byl přízvuk na druhé slabice slov: morsaale anglicky "morsel" (sousto), hatcheat "hatchet" (sekyrka), dineare "dinner" (večeře), readeare "reader" (čtenář), weddeen "wedding" (svatba), atd. (O'Rahilly 1932).

## Gramatika

### Zájmena
Yolská zájmena jsou podobná zájmenům v současné angličtině s výjimkou první osoby jednotného čísla a třetí osoby množného čísla.

### Slovesa
Yolská slovesa mají poměrně starobylé rysy. Druhá a třetí osoba mívá někdy koncovku -eth (jako v chaucerovské angličtině). Příčestí minulé si ponechalo předponu "y" ze střední angličtiny ve formě "ee."
|                | První osoba  | První osoba    | Druhá osoba  | Druhá osoba |
| jednotné číslo | množné číslo | jednotné číslo | množné číslo |             |
| -------------- | ------------ | -------------- | ------------ | ----------- |
| 1. pád         | Ich          | wough/wee      | thou         | ye          |
| 2. pád         | mee          | oure           | yer          | yer         |
| 4. pád         | me           | ouse           | thee         | ye          |

## Slovní zásoba
Dochovaný slovník sestavený sedlákem Jacobem Poolem nám poskytuje mnoho ze slovní zásoby yolštiny. Poole byl členem Společnosti přátel (jinak také Kvakeři). Působil v Growntownu v Taghmonské farnosti na hranici panství Bargy a panství Shelmaliers. Shromažďoval různá slova a slovní spojení od svých nájemců a pracovníků na statku v období let 1800 až do své smrti roku 1827.
Ačkoli většina slov je anglosaského původu, obsahuje yolština mnoho převzatých slov z irštiny a z francouzštiny.

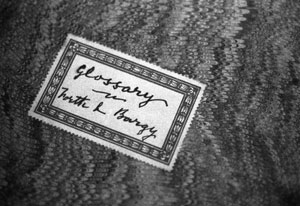
Pooleův přebal slovníku

| yolština            | angličtina |
| ------------------- | ---------- |
| Weisforthe          | Wexford    |
| zin                 | sun        |
| londe               | land       |
| daie                | day        |
| yersel              | yourself   |
| vriene              | friend     |
| a, ee (člen určitý) | the        |
| dhing               | thing      |
| fho                 | who        |
| ee-go               | gone       |
| egast               | fear       |
| yola, yole          | old        |

## Příklady

### Číslovky
| Yolsky | Česky |
| oan    | jedna |
| tywe   | dva   |
| dhree  | tři   |
| voure  | čtyři |
| veeve  | pět   |
| zeese  | šest  |
| zeven  | sedm  |
| ayght  | osm   |
| neen   | devět |
| dhen   | deset |